# Adam Strange
Adam Strange è un personaggio immaginario creato da Gardner Fox e Mike Sekowsky nel 1958 pubblicato dalla DC Comics e ritenuto uno dei personaggi più interessanti del fumetto fantascientifico americano degli anni cinquanta.
Nella classifica stilata nel 2011 da IGN, si è posizionato al 97º posto come più grande eroe della storia dei fumetti, dopo Sam Wilson e prima di Nova.

## Biografia del personaggio
Adam Strange è un archeologo che viene teletrasportato per mezzo dei raggi Zeta sul lontano pianeta Rann, dove viene incaricato di fermare una minaccia per il pianeta. La sua missione ha successo, e più il tempo passa più l'archeologo si abitua alla vita su Rann innamorandosi di Alanna, figlia dello scienziato Sardath. Successivamente indossa una tuta spaziale rossa e bianca rosso con un casco, scafandro e uno zaino con razzo che gli consente di muoversi rapidamente sul pianeta Rann. Quando l'effetto del raggio Zeta cessa è costretto a tornare sulla Terra ma torna periodicamente su Rann dove combatte al fianco di Alanna contro criminali, tiranni, mostruose creature e macchinari alieni. Dopo essersi sposato con Alanna, hanno una bimba ma la moglie muore di parto.
Negli anni ottanta Alan Moore diede una spiegazione più cinica alla permanenza di Adam Strange su Rann: la popolazione di Rann è completamente sterile, e Adam Strange viene in realtà considerato un mero riproduttore. Questa novità viene esplicata in una miniserie del 1990 (pubblicata anche in Italia dalle edizioni Play Press), in cui Adam scopre le intenzioni che i Ranniani hanno verso di lui dopo che Alanna muore dando alla luce la loro figlia Aleaa. In un'altra storia, apparsa sul n. 20 della serie Justice League, si scopre che in realtà Alanna non è morta, e Adam riesce a riunirsi con moglie e figlia poco prima di essere teletrasportato sulla Terra dal raggio Zeta.

## Storia editoriale
Il personaggio venne ideato nel 1959 da Gardner Fox, influenzato dalla narrativa di Edgar Rice Burroughs e dal filone del planetary romance; le sue avventure sono un misto di azione, fantascienza e avventura cappa e spada dove l'ambientazione extraterrestre favorisce la presenza di temi che vanno dalla tolleranza all'accettazione del diverso.
Il personaggio esordisce sul n. 17 della collana Showcase nel novembre 1958 e dopo altre due apparizioni su questa testata, nell'agosto 1959 passa sulla testata Mystery in Space scritto sempre da Gardner Fox e disegnato da Carmine Infantino prima e da Lee Elias a partire dal 1964 fino al 1965 poco prima della chiusura della testata. La serie venne ristampata su Strange Adventures tra il 1969 e il 1973 insieme all'unica storia inedita pubblicata sul n. 222 del 1970. Dopo dieci anni venne realizzata una nuova serie di storie appara sulla testata Green Lantern (nn. 132/147 del 1980-81) scritta da Laurie Sutton e disegnata da Tom Sutton. Nel 1990 venne realizzata una nuova miniserie di tre albi intitolata “Adam Strange – The Man of Two Worlds”, scritta da Richard Bruning e disegnata da fratelli Andy e Adam Kubert. Nel 2004 il personaggio ritorna in una nuova serie a lui intitolata, scritta da Andy Diggle e disegnata da Pascal Ferry.